# 埃施韦勒
埃施韦勒（德語：Eschweiler，發音：[ˈɛʃvaɪlɐ]）是德国北莱茵-威斯特法伦州科隆行政区亚琛城市区的城市，面积75.75平方千米，2023年12月31日人口为56,132人。

## 友好城市
埃施韦勒与以下城市结为友好城市：
- 英格兰 赖盖特和班斯特德（英语：Reigate and Banstead）（1985年）
- 德国 苏尔茨巴赫-罗森贝格（2019年）
- 法國 瓦特勒洛（1975年）